# Csanytelek
Csanytelek község Csongrád-Csanád vármegyében, a Csongrádi járásban.
Magyarország leghosszabb falujának tartják.

## Fekvése
A település a dél-alföldi régióban, a Tisza jobb partján fekszik. Távolsága Csongrádtól 14, Szegedtől 36 kilométer. Szomszédai: észak felől Felgyő, kelet felől Szegvár (a folyó túlpartján), dél felől Baks, nyugat felől pedig Tömörkény.

### Megközelítése
Lakott területén végighalad, számos irányváltásától eltekintve nagyjából észak-déli irányban a Csongrádot Szegeddel összekötő 4519-es út, ezen közelíthető meg a legegyszerűbben mindkét város irányából, illetve ez az út húzódik végig a Csaj-tó nevű tórendszer elemei között is. Pálmonostora és az 5-ös főút felől a 4504-es út vezet a településre.

## Története
Csanytelek Árpád-kori település. 1075-ben említették először Chonu néven.
I. Géza király a halászfalut a Tisza két partján levő földjével és halastavával együtt a garamszentbenedeki apátságnak adta.
A falu a 15. századig egyházi birtok volt. Temploma 1842-ben épült fel (Nepomuki Szent János-templom).
1910-ben 4231 lakosából 4208 magyar volt. Ebből 4127 római katolikus, 58 református volt.
A 20. század elején Csongrád vármegye Csongrádi járásához tartozott.
A mai településszerkezet a 20. század elején alakult ki.

## Közélete

### Polgármesterei
- 1990–1994: Kádár Józsefné (független)[3]
- 1994–1998: Veres János (független)[4]
- 1998–2002: Veres János (független)[5]
- 2002–2006: Forgó Henrik (független)[6]
- 2006–2010: Forgó Henrik (független)[7]
- 2010–2014: Forgó Henrik (független)[8]
- 2014–2019: Forgó Henrik (független)[9]
- 2019–2024: Erhard Gyula (független)[10]
- 2024– : Erhard Gyula (független)[1]

## Népesség
| Lakosok száma | 2757 | 2700 | 2498 | 2474 | 2541 | 2537 | 2542 |
|               | 2013 | 2014 | 2017 | 2021 | 2022 | 2023 | 2024 |

A 2001-es népszámláláson a település lakosságának 99%-a magyar, 1%-a egyéb (főleg cigány) nemzetiségűnek vallotta magát.
A 2011-es népszámlálás során a lakosok 92,8%-a magyarnak, 2,3% cigánynak, 0,3% németnek, 0,8% románnak mondta magát (7,2% nem nyilatkozott; a kettős identitások miatt a végösszeg nagyobb lehet 100%-nál). A vallási megoszlás a következő volt: római katolikus 66,2%, református 2,8%, felekezeten kívüli 13,6% (16,4% nem nyilatkozott).
2022-ben a lakosság 90,9%-a vallotta magát magyarnak, 1,3% cigánynak, 0,6% románnak, 0,2% németnek, 0,1% örménynek, 0,1% szerbnek, 1,4% egyéb, nem hazai nemzetiségűnek (8,9% nem nyilatkozott; a kettős identitások miatt a végösszeg nagyobb lehet 100%-nál). Vallásuk szerint 38,5% volt római katolikus, 2,2% református, 0,2% görög katolikus, 0,2% ortodox, 0,1% evangélikus, 1,2% egyéb keresztény, 1,3% egyéb katolikus, 11,3% felekezeten kívüli (45,1% nem válaszolt).

## Lásd még
- Tömörkényi Halgazdasági Vasút